# Esterre
Esterre település Franciaországban, Hautes-Pyrénées megyében. Lakosainak száma 186 fő (2022. január 1.). Esterre Viey, Esquièze-Sère, Luz-Saint-Sauveur, Viella és Saligos községekkel határos.

## Népesség
A település népességének változása:
| Lakosok száma | 190  | 190  | 196  | 191  | 192  | 193  | 190  | 188  | 186  |
|               | 2013 | 2015 | 2016 | 2017 | 2018 | 2019 | 2020 | 2021 | 2022 |